# Szung Kao-cung kínai császár
Szung Kao-cung (1107. június 12. – 1187. november 9.) kínai császár 1127-től 1162-ig.
Huj-cung fiaként született. Amikor bátyját, Csin Cungot foglyul ejtették, Észak-Kínát pedig lerohanták a dzsürcsik, Kao Cung Dél-Kínába menekült. Ott szervezte meg az új – az előzőnél jóval kisebb – császárságot, melynek első uralkodója lett 1127-ben. A délre is betörni akaró dzsürcsiket hadvezére, Jüen Fei tartóztatta fel: a dzsürcsik a déli hegyek és folyók között nem tudták jól kihasználni lovasságuk előnyeit.
A háború nagy terheket jelentett az új államnak, és – hosszas viták, majd Jüen Fei kivégeztetése után – az 1141-es dzsürcsi–kínai béke megkötését eredményezte. Ezután Kao Cung békében uralkodhatott 2 évtizeden keresztül. Elmondható, hogy a Déli Szung Birodalom sok tekintetben gazdagabbá vált, mint a Kao Cung előtti nagy Északi Szung Kína.
1162-ben rövid időre ismét kiújult a háború, de hamarosan sikerült megkötni az újabb békét. A császár még az évben lemondott a trónról távoli rokona, Hszia Cung javára. Kao Cung 25 évvel később, 1187-ben halt meg 80 éves aggastyánként.

## Lásd még
- A Szung-dinasztia családfája

| Előző uralkodó: Csin Cung | Kínai császár 1127 – 1162 | Következő uralkodó: Hszia Cung |